# Rhabdoblatta pallida
Rhabdoblatta pallida är en kackerlacksart som först beskrevs av John Borg 1902.  Rhabdoblatta pallida ingår i släktet Rhabdoblatta och familjen jättekackerlackor. Inga underarter finns listade i Catalogue of Life.